# Alexandre Maistrasse
Alexandre Maistrasse, né le 11 décembre 1860 à Paris et mort le 17 novembre 1951 à Suresnes, est un architecte français.

## Biographie
Alexandre Edmond Maistrasse naît le 11 décembre 1860 dans le 8e arrondissement de Paris. Pendant ses études à l'École des beaux-arts de Paris, entre 1878 et 1885, il fait partie des élèves de Julien Guadet. 
Il devient ensuite architecte. Sa réalisation la plus célèbre est la cité-jardin de Suresnes, créée à l'initiative du maire Henri Sellier, et édifiée en collaboration avec Félix Dumail. Il meurt à Suresnes le 17 novembre 1951.

## Réalisations
Participation à des travaux
- Hôpital Armand-Trousseau, 12e arrondissement de Paris (1896-1901)[3].
- École de filles, Argenteuil (1897)
- Groupe scolaire, Saint-Ouen (1897-1900)[4]
- Église Saint-Julien, Domfront (1901)
- Sanatorium, Zuydcoote (1906)[5]
- Maison de la Santé, 19 rue Oudinot, 7e arrondissement de Paris (1903)
- Hôpital, La Tronche (1908)
- École maternelle, 33 rue Miollis, 15e arrondissement de Paris (1912)[6]
- Cité Montmartre-aux-artistes, 189 rue Ordener, 18e arrondissement de Paris
- Ensemble HBM, 8-16 rue des Quatre-Frères-Peignot, 15e arrondissement de Paris[7]

Réalisations
- Villa, Le Vésinet (1900)[8]
- Ensemble HBM, avec Léon Besnard, rue Édouard-Robert, 12e arrondissement de Paris (1920-1924)[9]
- Ensemble HBM, 29 rue des Reculettes, 13e arrondissement de Paris[10]
- Asile temporaire pour enfants, 35 avenue de Choisy, 13e arrondissement de Paris[11]
- Cité-jardin de Suresnes (1921-1929)

## Hommages
Des rues à son nom lui rendent hommage à Suresnes ainsi qu'à Rueil-Malmaison.
Le sculpteur René Letourneur a réalisé un buste d'Alexandre Maistrasse, conservé au musée d'histoire urbaine et sociale de Suresnes.
Il est fait officier de la Légion d'honneur en 1836. 